# Victor Weisz
Victor Weisz (Viktor Weiss) (* 25. April 1913 in Berlin; † 23. Februar 1966 in London) war ein Maler und Karikaturist.

## Leben
Victor Weisz war ein Sohn des Desider Weisz, sein Vater und seine Mutter stammten aus Ungarn. Er begann früh mit Sport- und Porträt-Karikaturen und war Mitarbeiter bei dem Berliner 12-Uhr Blatt. Seine 1929 ersten Karikaturen kommentierten den Aufstieg der NSDAP. Als Jude erhielt er Berufsverbot. 1935 vor seiner Flucht nach England über Ungarn fand er in Berlin bei Kurt Wendler (Nollendorfplatz 6) Unterstützung und Obdach.
In England wurde er als „Vicky“ (neben David Low) einer der populärsten und besten Karikaturisten. In Text und Bild kommentierte er treffsicher die Tages- und Welt-Ereignisse. Die politische Entwicklung und auch die eigene Erfahrung machten ihn vorwiegend zum Gegner der NSDAP, aber auch der Kommunismus wurde nicht verschont. Auftraggeber waren u. a. Evening Standard, Daily Mirror, New Statesman und News Chronicle.
Weisz war mit Inge Weltsch verheiratet, einer Stieftochter von Robert Weltsch. „Vicky“ wählte 1966 den Freitod.

## Werke
eigene Werke

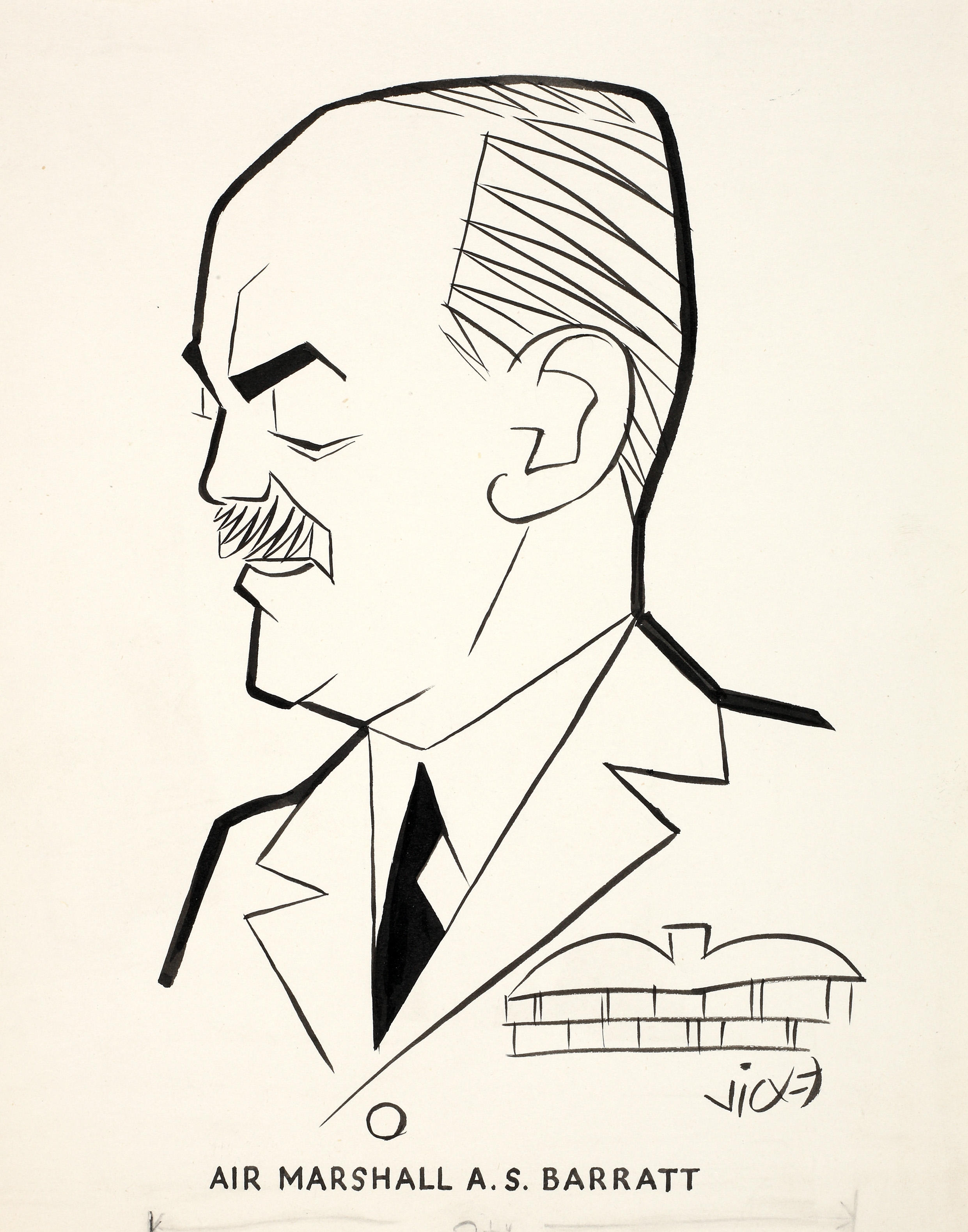
Arthur Barratt in Vicky´s World. Political Cartoons

- Vicky´s World. Political Cartoons. Secker & Warburg, London 1959.
- Stabs in the Back. Selected cartoons from 1945 to 1952. Max Reinhardt, London 1952.
- New Statesman Profiles. Phoenix House, London 1957. (Sonderdr. aus The new statesman and nation. 1954/57).

illustrierte Werke
- Bei Whisky und Zigarre. Anekdoten um Winston Churchill, Diogenes Verlag, Zürich 1956.
- Ian Mackay (Autor), Stanley Baron (Hrsg.): The Real Mackay. News Chronicle Publ., London 1953.
- Fred Urquhart (Hrsg.): W.S.C. A Cartoon Biography. Cassel, London 1955. (eine gezeichnete Biographie Winston Churchills)